# Hang Đồng Thớt
Hang Đồng Thớt là hang trong khối núi đá vôi ở thị trấn Ba Hàng Đồi, huyện Lạc Thủy, tỉnh Hòa Bình, Việt Nam .
Hang Đồng Thớt là một di chỉ khảo cổ, đã được Bộ Văn hóa, Thể thao và Du lịch xếp hạng di tích lịch sử cấp quốc gia theo Quyết định số 15/2003/QĐ-BVHTT ngày 14/04/2003 

## Vị trí
Hang Đồng Thớt là hang dạng karst trong khối núi đá vôi nổi giữa vùng các đồi đất..
Thị trấn Ba Hàng Đồi nằm ở ngã ba của quốc lộ 12A gặp quốc lộ 21A cũ. Nếu đi theo đường Hồ Chí Minh từ Xuân Mai xuống thì phải rẽ về hướng tây.

## Hình thái
Hang có cửa vào thoáng mát rộng rãi, với chiều rộng 19 m, cao 10 m, sâu 16 m. Hang có 3 vách chính.

## Khảo cổ
Tháng 9/1926 nhà nữ khảo cổ học người Pháp Madeleine Colani đã nghiên cứu và khai quật tại 11 địa điểm khảo cổ ở tỉnh Hòa Bình, trong đó có di chỉ Hang Đồng Thớt. Tổng số hiện vật mà Colani thu được ở di chỉ này là 527 hiện vật, trong đó hầu hết là đồ đá, một số ít là đồ xương, một số răng xương động vật, không có đồ gốm. Tại Bảo tàng Lịch sử Việt Nam hiện lưu giữ được 123 trong số các hiện vật trên.
Những kết quả của cuộc khai quật này dường như chưa nghiên cứu đầy đủ, và mới chỉ thấy Colani nói đến di chỉ này ở phần "những nhận xét mới" trong bài "Thời đại đồ đá trong tỉnh Hòa Bình".
Năm 1966 Bảo tàng Lịch sử Việt Nam khảo sát và khai quật. Trên diện tích 36 m² đã thu thập một khối lượng hiện vật lớn, là tài liệu quan trọng cho nghiên cứu văn hóa Hòa Bình.